# Хайндс, Дэмиан
Дэ́миан Па́трик Джордж Хайндс (англ. Damian Patrick George Hinds; род. 27 ноября 1969, Лондон, Великобритания) — британский политик, член Консервативной партии, министр образования во втором кабинете Терезы Мэй (2018—2019).

## Биография
Окончил колледж Святого Амвросия — католическую школу грамоты в Чешире, изучал политику, экономику и философию в Оксфордском университете. Работал в пабах, пивоваренном и гостиничном бизнесе. В 2005 году предпринял неудачную попытку избрания в Палату общин от округа Стретфорд и Армстон, на выборах 2010 года победил в Восточном Гэмпшире. В 2010—2017 годах 14 раз голосовал против законодательных инициатив консервативных правительств. Два года состоял в парламентском Комитете по образованию, в 2015 году назначен секретарём Палаты шахматной доски в Казначействе, в 2016 году — младшим министром занятости в Министерстве труда и пенсий.
В 2017 году переизбран в Палату общин от прежнего округа, победив с результатом 63,6 %. Сильнейший из его соперников, лейборист Рохит Дасгупта (Rohit Dasgupta) получил только 17 %.
8 января 2018 года в ходе масштабных перестановок во втором кабинете Терезы Мэй назначен министром образования после отставки Джастины Грининг.
8 июля 2024 года после поражения консерваторов на парламентских выборах включён в состав временного теневого правительства Риши Сунака в должности теневого министра образования.